# Robby Musenbichler

Robby Musenbichler am Donauinselfest 2007

Robby Musenbichler (* 17. Jänner 1955 in Knittelfeld) ist ein österreichischer Gitarrist, Komponist und Musikproduzent.

## Leben
1971 trat Robby Musenbichler mit der Band Freak Out auf dem steirischen Musikfestival Popendorf 71 auf. 1972 nahm er seine erste Schallplatte auf. Von 1974 bis 1978 war er Gitarrist der Band Magic, der zu dieser Zeit auch Boris Bukowski und Günter Timischl (S.T.S.) angehörten. 1978 verließ Musenbichler Österreich in Richtung Frankfurt am Main und war dort bis 1990 als Studiomusiker, Produzent und Komponist an mehr als 500 Musikproduktionen maßgeblich beteiligt.

### Frankfurter Zeiten

#### Michael Wynn Band
Robby Musenbichler wurde in Frankfurt ein gefragter Musiker für Bandprojekte. Seine erste Station war die Michael Wynn Band des Sängers und Gitarristen Michael Winzkowski. Er spielte dort mit dem ebenfalls aus Österreich stammenden Schlagzeuger Fritz Matzka (1950–1993), den Brüdern Norbert Schmitt (Bass) und Thomas Schmitt (Keyboards). Mit dieser Formation tourte Musenbichler um den Globus, unter anderem als Vorgruppe von Uriah Heep. Fünf LPs der Michael Wynn Band (1978 bis 1983) sind heute Dokumente dieses Musenbichlerschen Karriereabschnitts, bekannte Songs aus dieser Zeit sind Backstage, Waiting for the Day, Lisa und Shanty Town.

#### Tokyo
1981 gründete Robby Musenbichler die Band Tokyo, in der auch Fritz Matzka wieder als Drummer mitwirkte und für die mit Klaus Luley von der Heavy-Metal-Band Schloss ein geeigneter Sänger und Gitarrist gewonnen werden konnte. Dazu kamen noch zwei Mitglieder der Band Supermax, der Keyboarder Lothar Krell und der später zur Stammbesetzung der Peter Maffay Band gehörende Bassist Ken Taylor. Der Titeltrack der ersten LP Tokyo avancierte zum internationalen Hit und ist heute als Klassiker zu bezeichnen.
Die zweite LP Fasten Seat Belts erschien 1982 und verkaufte sich noch erfolgreicher als das Debütalbum. Keiko, World of Promises und die Instrumentalballade Bliss waren die Highlights dieses Albums. Die dritte LP San erschien 1983 und kann als Mainstream-Album bezeichnet werden. Mit eigenen Plänen verließ jedoch Klaus Luley die Band und gründete Craaft, weshalb sich Tokyo dann 1984 auflöste.

#### Jojo
Zwei Jahre später meldete sich Musenbichler mit einer neuen Band namens Jojo zurück. Mit dieser Formation legte er 1988 ein Debütalbum vor, dessen Stücke an Gruppen wie Toto oder Journey erinnern. Bis 1989 existierte diese Band, bevor sie sich auflöste. Einzelne Musiker gründeten andere Bands (z. B. Roko), die aber nur mäßig erfolgreich waren.

### Rückkehr nach Österreich
Robby Musenbichler kehrte 1990 nach Österreich zurück und lebt seitdem in der Nähe von Graz. Mit seinen Projekten während seiner Deutschland-Zeit kann er auf Tourneen mit Uriah Heep, Colosseum, David Bowie, The Tubes, Hot Chocolate, Meat Loaf, Commodores, Kool & The Gang, Rod Stewart, Robert Palmer, Joe Cocker, The Kinks und anderen zurückblicken. Als Sideman fungierte er in heimischen Gefilden für Boris Bukowski, Bilgeri, Wilfried, Supermax, Gert Steinbäcker, Cari Peyer, EAV, S.T.S. und vielen anderen.
1990 wurde Robby Musenbichler für die Produktion Toto in Classic featuring Bobby Kimball als Gitarrist engagiert. Im selben Jahr produzierte und komponierte er für Thomas Forstner die Song-Contest-Nummer.
1992 griff Robby Musenbichler im Studio für Marc Storace von der Schweizer Heavy-Rock-Band Krokus, für das italienische Popduo Al Bano und Romina Power und auch S.T.S. in die Saiten und tourte mit Bukowski und Bilgeri. Er komponierte die Bodybuilder-WM-Hymne Body and Muscles und schrieb ebenso für Frank Farians Far Corporation.
1993 starb sein langjähriger Freund Fritz Matzka an Leukämie. Robby schrieb die Special-Olympics-Hymne 10000 People. Er stand für Leute wie Johnny Logan, Powerpack, Tony Wegas, Sally Oldfield, Lorry Jones und andere im Studio. 1994 gründete er das Projekt Robby & The Splash. 1995 erschien das Debüt-Album Making Waves.
Seit 1999 ist Robby Musenbichler Gitarrist der Rainhard Fendrich Band, auf der Bühne wie im Studio. 2004 gründete Musenbichler das Projekt ROX4.

## Weiteres musikalisches Schaffen

### Aktivitäten als Gitarrist, Sänger, Komponist und Produzent – ca. 1000 Musikproduktionen international
- Chi Coltrane
- Jennifer Rush
- Tony Carey
- Boney M.
- The Searchers
- Johnny Logan
- Bobby Womack
- The Neville Brothers
- Sally Oldfield
- Nino de Angelo
- Milva
- Richard Sanderson
- Chris Norman
- Planet P.
- Far Corporation
- Peter Hoffmann
- Edo Zanki
- Ina Deter
- Markus
- Hubert Kah
- Jojo
- Tokyo
- Neuschwanstein

### Musikproduktionen Österreich
- EAV
- S.T.S.
- Bilgeri
- Boris Bukowski
- Supermax
- Wilfried
- Waterloo
- Tony Wegas
- Andy Borg
- Opus
- Rainhard Fendrich

### Studiosessions international
- Bobby Kimball
- Steve Lukather
- Pino Paladino
- Curt Cress
- Marc Storace
- Kai Karpeh Eckhard
- Carmine Rojas

### Komponist, Produzent und Sänger für Event-Produktionen
- der Special-Olympics-Hymne 10.000 People
- der Bodybuilder-WM-Hymne Body & Muscles
- des Songcontesttitels für Thomas Forstner und Boris Bukowskis Kokain.

### Event Aktivitäten
- Für Frank Farians Far Corporation war Musenbichler mit Austria Sieger des Österreich-Lied-Wettbewerbes.
- Der Stadionsong Ready to win eröffnete das Arnold-Schwarzenegger-Stadion.
- Mit seiner Band Robby & Splash und einem Orchester eröffnete er zwei Landesausstellungen und Skiweltmeisterschaften, für die er auch die Hymne Reach for the Skies schrieb.

### Gründungsmitglied der Bands
- Tokyo
- Jojo
- Robby & Splash

### Sonstige Aktivitäten
- Seit seiner Rückkehr nach Österreich betreibt Musenbichler ein eigenes Tonstudio, in dem er Aufnahmen seiner Band Robby & Splash, Werbespots, Filmmusik und Demos mit Nachwuchsmusikern produziert.
- Seine Gitarren sind u. a. auch in der jeweiligen Filmmusik von Starmania, Kommissar Rex, Schloßhotel Orth und bei Eurosport zu hören.
- Als Studiomusiker wirkte Musenbichler bei der Schlagerband Nik P. & Reflex, Rose Visions, Mr. Voice und Rio Rio mit.
- Im Technobereich sowie auf Party- und Feten-CD-Produktionen ist Musenbichler als Produzent, Komponist oder Gitarrist zu hören.
- Nach seinem Engagement für Jugend am Werk, für die er das Lied Side by Side schrieb und produzierte, gründete er 2004 die Band ROX 4.
- Robby spielte am 23. Juni 2007 mit Rainhard Fendrich am Donauinselfest vor 200.000 Leuten, statt und für Georg Danzer.

## Auszeichnungen
Für sein Engagement bei den Special Olympics, die 1993 unter der Schirmherrschaft von Arnold Schwarzenegger durchgeführt wurden, erhielt er vom Landeshauptmann Josef Krainer das Goldene Ehrenzeichen des Landes Steiermark.

## Borderless
Als Co-Autoren beteiligten sich David Bell, Ken Taylor und Linda Rocco und Edo Zanki.
Rainy Days wurde bereits für Frank Farians Far Corporation geschrieben, bei der Bobby Kimball von Toto sang.
Bei „Takin it easy“ kann man Depeche-Mode-Schlagzeuger Christian Eigner einmal anders als gewohnt hören.
Keiko und Too high – zwei Titel, die er für Tokyo geschrieben hatte, wurden für ROX4 auf „Borderless“ neu produziert. In Fashion entstand in einer Zeit, in der es noch keinen Rap oder Hip-Hop gab und er sich trotzdem schon dieser Elemente bediente.

## Diskografie

### Bandalben
- Tokyo mit Tokyo (1981)
- Fasten Seat Belts mit Tokyo (1982)
- San mit Tokyo (1983)
- Back to the Fire mit Tokyo (1986)
- Jojo mit Jojo (1989)
- Makin’ Waves mit Robby & Splash (1995)
- Wheels in Motion mit Robby & Splash (1997)
- Bursting Bubbles mit Robby & Splash (1998)
- Pearls mit Robby & Splash (1998)
- Changes mit Robby & Splash (2002)
- Breaking Ground mit Rox4 (2004)
- The Path of Life mit Rox4 (2006)
- Borderless mit Rox4 (2007)
- Look at your World mit Rox4 (2012)

### Soloalben
- Magic guitars Soloprojekt (1999)
- Magic guitars – Volume 2 Soloprojekt (voraussichtliches Erscheinungsdatum 2008)